# 慈丽鱼属
慈麗魚屬，是條鰭魚綱䲁形目麗魚科下的一個屬。

## 分類
本屬屬於褶唇麗魚亞科，目前被認可的種如下：
- 巴氏慈麗魚 Benitochromis batesii
- 喀麥隆慈麗魚 Benitochromis conjunctus
- 芬氏慈麗魚 Benitochromis finleyi
- 黑背慈麗魚 Benitochromis nigrodorsalis
- 粉紅慈麗魚 Benitochromis riomuniensis
- 烏氏慈麗魚 Benitochromis ufermanni